# Puerto del Toro (Álava)
El puerto del Toro es un paso de montaña situado en la provincia española de Álava.

## Descripción
El puerto conecta las localidades de Lagrán y Laguardia. Aparece descrito en el decimoquinto volumen del Diccionario geográfico-estadístico-histórico de España y sus posesiones de Ultramar de Pascual Madoz con las siguientes palabras:

TORO: puerto y montes de la prov. de Alava, al SO. de Bernedo, entre Lagran y Laguardia, á 1 leg. N. de esta pobl. La subida del puerto es bastante suave. En lo alto hay un llano que es lo que se llama puerto, á cuya izq. y estremo está la subida al sitio llamado el Castillo, áspera y pendiente. Tambien á la der. se encuentra otra subida sumamente áspera, aunque de corto trecho, á la punta ó cúspide de la peña mas alta que domina al puerto, con 15 pies de ancho y 8 de largo: desde este parage se presenta por todas partes una hermosa y deliciosa vista de toda la Rioja, hasta las montañas de Gorbea y San Adrian, y aun los Pirineos se distinguen débilmente. Esta variedad de paises llanos, montuosos, grandes peñas, derrumbaderos y valles, forman un contraste sumamente agradable: á un lado de esta cúspide hay en peña viva una escavacion como de 6 pies de largo, que parece tallado á pico, con 4 de profundidad, y en sus inmediaciones cascos de tejas y cierta mezcla de tierra parecida al mortero.
(Madoz, 1849, p. 43)